# Kaja Juvan
Kaja Juvan (nascida em 25 de novembro de 2000) é uma tenista profissional eslovena que se tornou profissional em 17 de outubro de 2016. 
Juvan tem a melhor classificação de sua carreira, chegando ao 58º lugar no mundo, alcançada em 6 de junho de 2022. Em 18 de julho de 2022, ela alcançou a posição No. 97 no ranking de duplas WTA.
Ela ganhou seu primeiro título de duplas do WTA Tour no Winners Open [en] de 2021 em Cluj-Napoca, em parceria com Natela Dzalamidze [en].

## Carreira júnior
Na turnê júnior, Juvan alcançou uma classificação combinada de 5, a mais alta de sua carreira, em janeiro de 2017. Ela alcançou as semifinais do Torneio de Wimbledon de 2016 e de duplas femininas do US Open de 2016; no ano seguinte, repetiu o feito em Roland Garros e Wimbledon. Ela também foi vencedora do Orange Bowl em 2016.
Nos Jogos Olímpicos da Juventude de Verão de 2018 em Buenos Aires Juvan ganhou a medalha de ouro no evento de simples e em parceria com Iga Świątek da Polônia ganharam o ouro no evento de duplas.

## Carreira profissional

### 2019: Avanço, estreia no Grand Slam
Juvan fez sua estreia no Grand Slam como uma "lucky loser" no Aberto da França, onde passou pela qualificatória mas perdeu na primeira rodada da chave principal para Sorana Cirstea em jogo de três sets.
Depois de passar pela qualificatória em Wimbledon, ela derrotou Kristýna Plíšková na primeira rodada da cheve principal em jogo de três sets, na sequência, perdeu na segunda rodada para Serena Williams também em uma partida de três sets.

### 2021: Terceira rodada do Australian Open e Wimbledon, estreia entre as Top 60
Juvan alcançou a terceira rodada de um campeonato de Grand Slam no Australian Open vinda da qualificatória pela primeira vez em sua carreira, derrotando a 13ª cabeça-de-chave Johanna Konta na primeira rodada, sua primeira vitória entre as 15 primeiras, e Mayar Sherif na segunda rodada em jogo de três sets e duas horas e meia de duração. Ela perdeu para a eventual vice-campeã do torneio e 22ª "cabeça de chave", Jennifer Brady em sets diretos. Como resultado, ela entrou no top 100 com o recorde de sua carreira, chegando ao 91º lugar do mundo, em 22 de fevereiro de 2021.
Em junho, ela também chegou à terceira rodada em Wimbledon, onde derrotou a nona cabeça de chave Belinda Bencic na primeira rodada, sua segunda vitória entre as 15 primeiras em 2021, e a francesa, vinda da qualificatória, Clara Burel na segunda, perdendo na rodada seguinte para Coco Gauff.

### 2022: Segunda terceira rodada de Wimbledon
Na temporada de saibro, Juvan chegou à final do Internationaux de Strasbourg a qual perdeu para Angelique Kerber em jogo muito equilibrado de três sets.
Outro destaque de Juvan no ano, já na temporada de quadras de grama, foi ter derrotado a 23ª cabeça de chave Beatriz Haddad Maia, vencedora de dois títulos consecutivos em quadra de grama e uma das jogadoras em melhor forma na primeira rodada em jogo de três sets. Na sequência ela venceu Dalma Gálfi na segunda e perdeu para Heather Watson na terceira.

### 2023: Pausa e retorno à competição
Em 5 de abril de 2023, Juvan anunciou que estava dando uma pausa em sua carreira no tênis por motivos pessoais. Ela tirou dois meses de folga da turnê após a morte de seu pai, Robert, devido ao câncer. Classificada em 241º lugar no ranking da WTA, ela passou pela qualificatória para sua terceira participação consecutiva na chave principal em Wimbledon. Na chave principal, ela derrotou Margarita Betova na primeira rodada e perdeu para Anastasia Potapova na segunda.
Juvan se classificou novamente no US Open, salvando cinco match points na última rodada da qualificatória, Na chave principal ela derrotou Elisabetta Cocciaretto na primeira rodada e Lauren Davis na segunda, chegando à terceira, onde perdeu para a amiga de longa data Iga Świątek em sets diretos.